# Ittihad Tanger
Ittihad Tanger is een Marokkaanse voetbalclub opgericht in 1936 die uitkomt in de Botola Pro. De club speelt haar thuiswedstrijden in het Ibn Batouta Stadium. IRT werd in 2018 voor het eerst in haar historie landskampioen.

## Geschiedenis
De club werd opgericht onder de naam Ittihad Renaissance de Tanger waarna het Ittihad de Tanger werd genoemd en speelde vooral in de hoogste amateurdivisies. Na een jaar of 5 werd het een profclub die steevast in de middenmoot eindigde in de Botala Pro, de hoogste Marokkaanse voetbaldivisie. In het jaar 2007 degradeerde de club naar de tweede divisie en bleef het daar 8 jaar lang ongeveer in de onderste regionen bivakkeren tot het seizoen 2014/15 waarin IRT kampioen werd en terugkeerde naar de Botola Pro. Op 12 mei 2018 werd de club voor het eerst in zijn geschiedenis kampioen van Marokko door MAT Tetouane met 2-1 thuis te verslaan.

## Stadion
IRT, zoals de club regelmatig wordt genoemd speelde altijd in het Stade de Marchan dat plaats bood aan 15.000 mensen tot 2011. Daarvoor kwam het Stade Ibn Batouta in de plaats, een modern stadion dat plaats biedt aan 45.000 mensen, wat kan oplopen tot 75.000. Beide stadions zijn vooral bekend omdat IRT de kampioenswedstrijd speelde tegen grootmacht Raja Casablanca in het seizoen 1989-90 in het oude Stade de Marchan. Het nieuwe stadion Stade Ibn Batouta is vooral bekend van een vriendschappelijke wedstrijd tegen Atletico Madrid.

## Erelijst
- Botola Pro (1x)
  - 2017/18
- Botola 2 (2x)
  - 2000/01
  - 2014/15

## Rivaliteit
De grootste rivaal van IRT is Moghreb Athletic Tétouan en de onderlinge wedstrijd staat bekend onder de naam De Derby van het Noorden. IRT heeft in minder mate een rivaliteit met Chabab Rif Al Hoceima.

## Bekende (oud-)spelers
- Sabir Achefay
- Benaissa Benamar